# Conacri

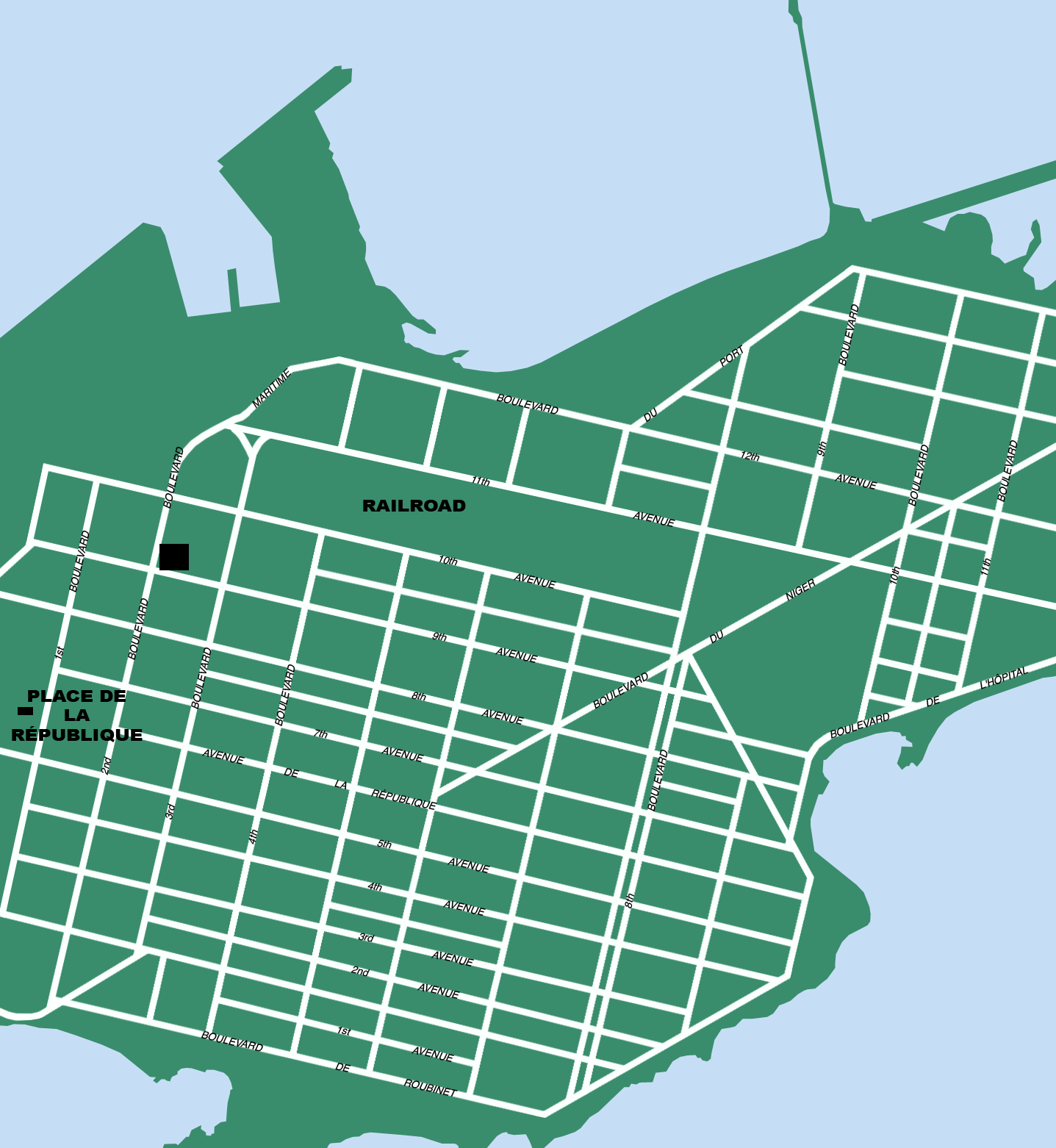
Mapa de ruas do centro de Conacri, 1981

Conacri (em francês: Conakry, em sosso: Kɔnakiri) é a capital e a maior cidade da República da Guiné. Originalmente situada na ilha de Tombo, uma das Ilhas de Los, cresceu até à vizinha península de Kaloum. Localiza-se no sudoeste do país e é um porto no Oceano Atlântico. Em 2002, a população era estimada entre cerca de 2 milhões de pessoas e quase um quarto da população da Guiné.

## Etimologia
Segundo uma tradição oral local, o nome "Conacri" (em francês: Conakry) tem origem na fusão de dois termos associados a um episódio cultural da região. Conta-se que um agricultor do povo baga, chamado "Cona", possuía uma videira cujo vinho era especialmente apreciado pelos habitantes vizinhos. Ao se dirigirem até lá, os visitantes diziam que iam para nakiri, termo que significa "a outra margem" na língua local.
Com o tempo, a expressão Cona nakiri teria sido contraída para formar Conakry, nome posteriormente adotado como designação da cidade.

## História
Foi estabelecida originalmente na pequena ilha de Tombo e depois se expandiu para a vizinha península de Kaloum, um trecho de terra de 36 quilômetros de comprimento e largura que oscila entre 0,2 e 6 km. A cidade foi fundada, essencialmente, após os britânicos ter cedido a ilha à França em 1887.
Em 1885, as duas aldeias da ilha, Conacri e Boubinet, possuíam menos de 500 habitantes. Conacri tornou-se a capital da Guiné francesa em 1904 e prosperou como porto de exportação, principalmente após a inauguração de uma estrada de ferro para Kankan, atualmente fechada, possibilitar a exportação em grande escala de amendoim proveniente do interior. Nas décadas após a independência, a população de Conacri explodiu, de 50 mil habitantes em 1958 para 600 000 em 1980 e para mais de dois milhões atualmente.
Sua pequena superfície e relativo isolamento do continente, situação favorável para seus fundadores coloniais, possibilitaram a criação de uma infraestrutura de peso desde a independência.
Em 1970, um conflito entre as forças portuguesas e o PAIGC na vizinha Guiné portuguesa (atualmente Guiné-Bissau) se espalhou para a República da Guiné quando um grupo de 350 soldados portugueses e guineenses dissidentes desembarcou perto Conacri, atacou a cidade e, antes de se retirar, libertou 26 prisioneiros de guerra portugueses mantidos pelo PAIGC, não conseguindo, no entanto, derrubar o governo nem matar o líder do PAIGC.
Camp Boiro, um temido campo de concentração durante o governo de Ahmed Sékou Touré, estava localizado em Conacri. De acordo com grupos de direitos humanos, 157 pessoas morreram durante os protesto de 2009, quando a junta militar abriu fogo contra dezenas de milhares de manifestantes na cidade em 28 de setembro de 2009.

## Geografia

### Subdivisões
Conacri cresceu ao longo da península. O governo local subdividiu a cidade em cinco distritos, em 1991, cada um destes governado por um subprefeito. Estes cinco distritos são:
- Kaloum, o centro da cidade;
- Dixinn;
- Ratoma;
- Matam;
- Matoto.

Os cinco distritos da cidade compõem a Região de Conacri, que, por sua vez, é uma das oito regiões da Guiné, que são dirigidas por um governador. A cidade é designada como Zona Especial de Conacri. Com uma população de aproximadamente dois milhões de habitantes, a Região de Conacri é a mais populosa da Guiné, possuindo quase um quarto da população do país e tendo quase o dobro de população que a Região de Kankan, a segunda mais populosa da Guiné.

### Clima

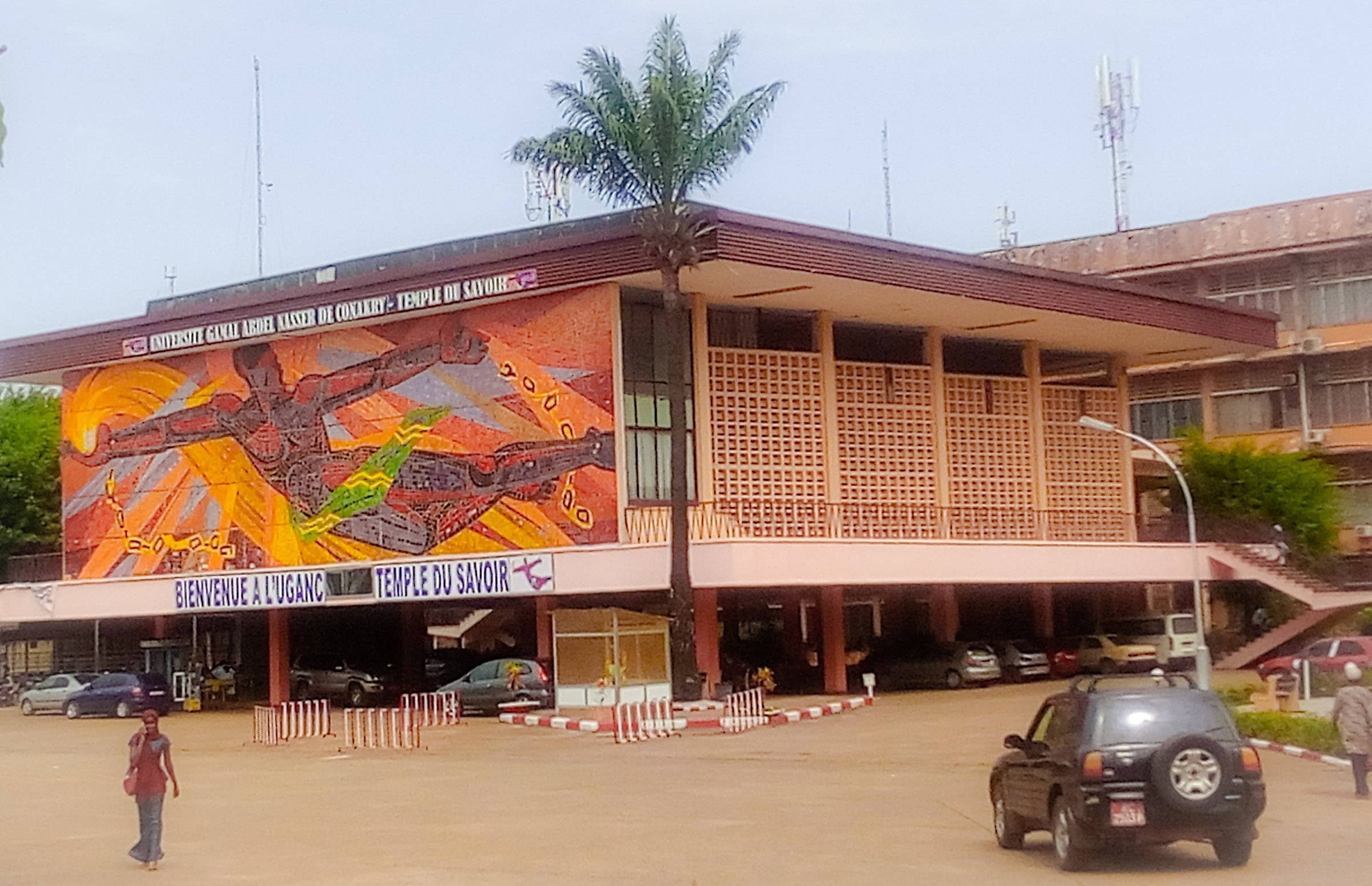

| Dados climatológicos para Conacri (1961–1990) | Dados climatológicos para Conacri (1961–1990) | Dados climatológicos para Conacri (1961–1990) | Dados climatológicos para Conacri (1961–1990) | Dados climatológicos para Conacri (1961–1990) | Dados climatológicos para Conacri (1961–1990) | Dados climatológicos para Conacri (1961–1990) | Dados climatológicos para Conacri (1961–1990) | Dados climatológicos para Conacri (1961–1990) | Dados climatológicos para Conacri (1961–1990) | Dados climatológicos para Conacri (1961–1990) | Dados climatológicos para Conacri (1961–1990) | Dados climatológicos para Conacri (1961–1990) | Dados climatológicos para Conacri (1961–1990) |
| Mês                                           | Jan                                           | Fev                                           | Mar                                           | Abr                                           | Mai                                           | Jun                                           | Jul                                           | Ago                                           | Set                                           | Out                                           | Nov                                           | Dez                                           | Ano                                           |
| --------------------------------------------- | --------------------------------------------- | --------------------------------------------- | --------------------------------------------- | --------------------------------------------- | --------------------------------------------- | --------------------------------------------- | --------------------------------------------- | --------------------------------------------- | --------------------------------------------- | --------------------------------------------- | --------------------------------------------- | --------------------------------------------- | --------------------------------------------- |
| Temperatura máxima média (°C)                 | 32,2                                          | 33,1                                          | 33,4                                          | 33,6                                          | 33,2                                          | 31,8                                          | 30,2                                          | 29,9                                          | 30,6                                          | 30,9                                          | 32,0                                          | 32,2                                          | 31,9                                          |
| Temperatura média (°C)                        | 26,1                                          | 26,5                                          | 27,0                                          | 27,4                                          | 27,5                                          | 26,5                                          | 25,5                                          | 25,2                                          | 25,6                                          | 26,3                                          | 27,0                                          | 26,6                                          | 26,4                                          |
| Temperatura mínima média (°C)                 | 19,0                                          | 20,2                                          | 21,2                                          | 22,0                                          | 20,7                                          | 20,2                                          | 20,4                                          | 20,8                                          | 20,7                                          | 20,4                                          | 21,0                                          | 20,1                                          | 20,6                                          |
| Chuva (mm)                                    | 1                                             | 1                                             | 3                                             | 22                                            | 137                                           | 396                                           | 1 130                                         | 1 104                                         | 617                                           | 295                                           | 70                                            | 8                                             | 3 784                                         |
| Dias com chuva                                | 0                                             | 0                                             | 0                                             | 2                                             | 9                                             | 18                                            | 27                                            | 27                                            | 22                                            | 17                                            | 6                                             | 1                                             | 129                                           |
| Umidade relativa (%)                          | 71                                            | 70                                            | 68                                            | 70                                            | 74                                            | 81                                            | 85                                            | 87                                            | 85                                            | 81                                            | 79                                            | 73                                            | 77                                            |
| Insolação (h)                                 | 223                                           | 224                                           | 251                                           | 222                                           | 208                                           | 153                                           | 109                                           | 87                                            | 135                                           | 189                                           | 207                                           | 214                                           | 2 222                                         |
| Fonte: NOAA                                   |                                               |                                               |                                               |                                               |                                               |                                               |                                               |                                               |                                               |                                               |                                               |                                               |                                               |

## Educação

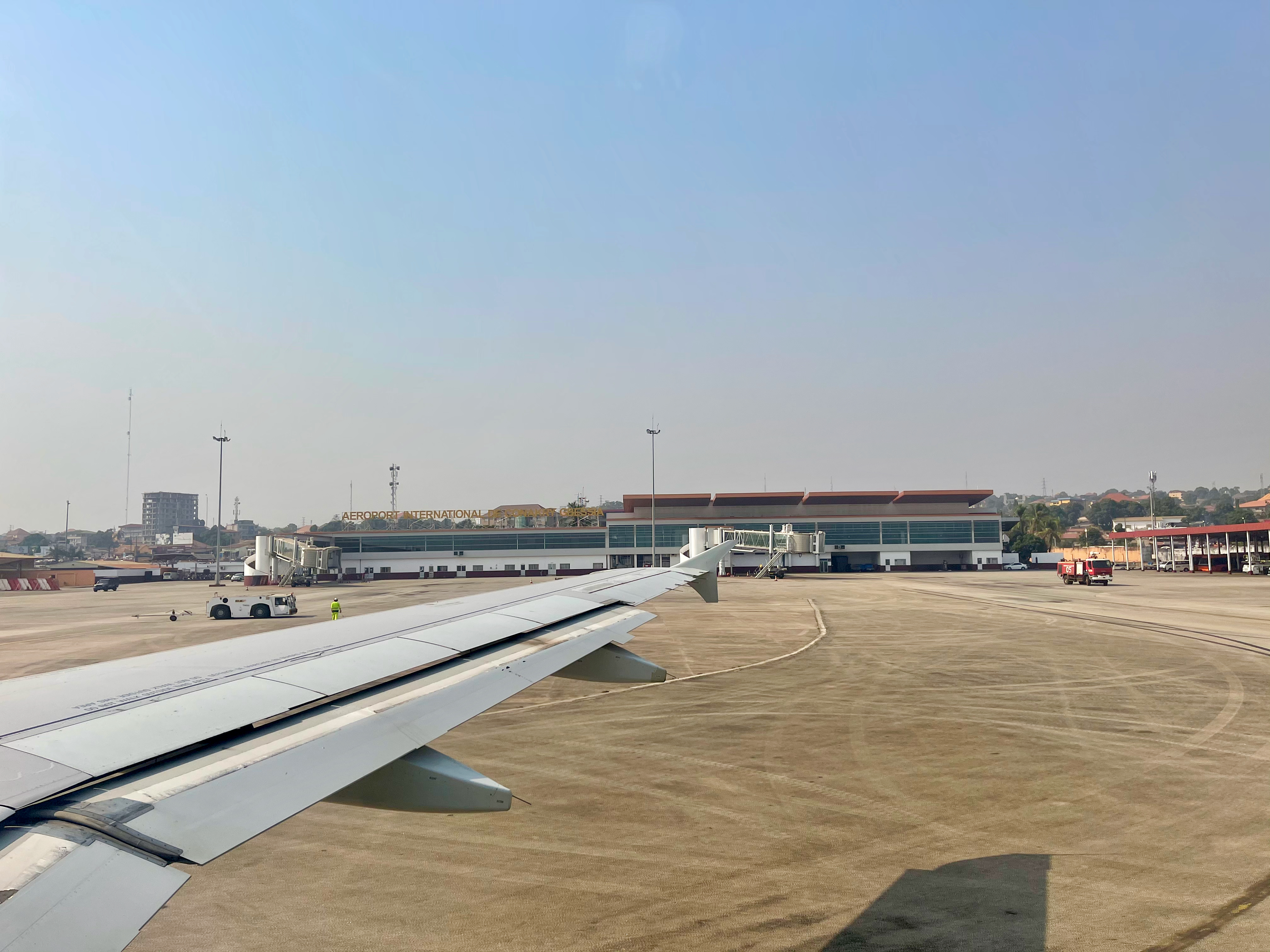

- Universidade de Conacri.

## Transportes
- Aeroporto Internacional de Conacri.

## Economia
Conacri é a maior cidade da Guiné e é o seu centro administrativo, comunicativo e económico. A economia da cidade desenvolve-se à volta do porto, que tem acessos modernos para suportar e armazenar tanques de carga, através dos quais as bananas e o óxido de alumínio são transportados em barcos. As suas manufacturas incluem produtos alimentares e materiais para casa. Um guineense de classe média em Conacri recebe um salário mensal de cerca de 225 000 GNF (cerca de $45 dólares).